# Varsói melódia
A Varsói melódia (oroszul: Варшавская мелодия) Leonyid Genrihovics Zorin (Леонид Генрихович Зорин) 1967-es színműve, amit Magyarországon a Nemzeti Színház akkori  kamaraszínháza, a Katona József Színház 1968-ban mutatott be Törőcsik Mari és Sztankay István kettősével. Töröcsik ezzel a szerepével vált a magyar színházi élet meghatározó művészévé. Az előadást Iglódi István rendezte, és az akkori színházi élet szenzációjává vált.
A mű egy bánatosan szép történet, amit a „szerelem himnuszaként” emlegetnek.
A történetben egy orosz fiú  és egy lengyel lány egymásba szeret. Az ötvenes évek Szovjetuniójának rideg törvényei tíz hosszú évre szakítják el őket egymástól. A Moszkvában tanuló lengyel lány és a szovjet háborús hős házassági kérelmét elutasítják. Tíz évvel később, amikor találkoznak, már mindketten házasok. Újabb tíz év elteltével kerülnek össze megint, de akkor már késő a régi érzelmek fellángolása ellenére is.

## Magyarul
- Varsói melódia. Dráma; ford. Benedek Árpád; Színháztudományi Intézet, Bp., 1967 (Világszínház)